# NGC 2922
NGC 2922 je galaksija u zviježđu Malom lavu.

## Vanjske poveznice
- SEDS: NGC 2922